# Poștă aeriană

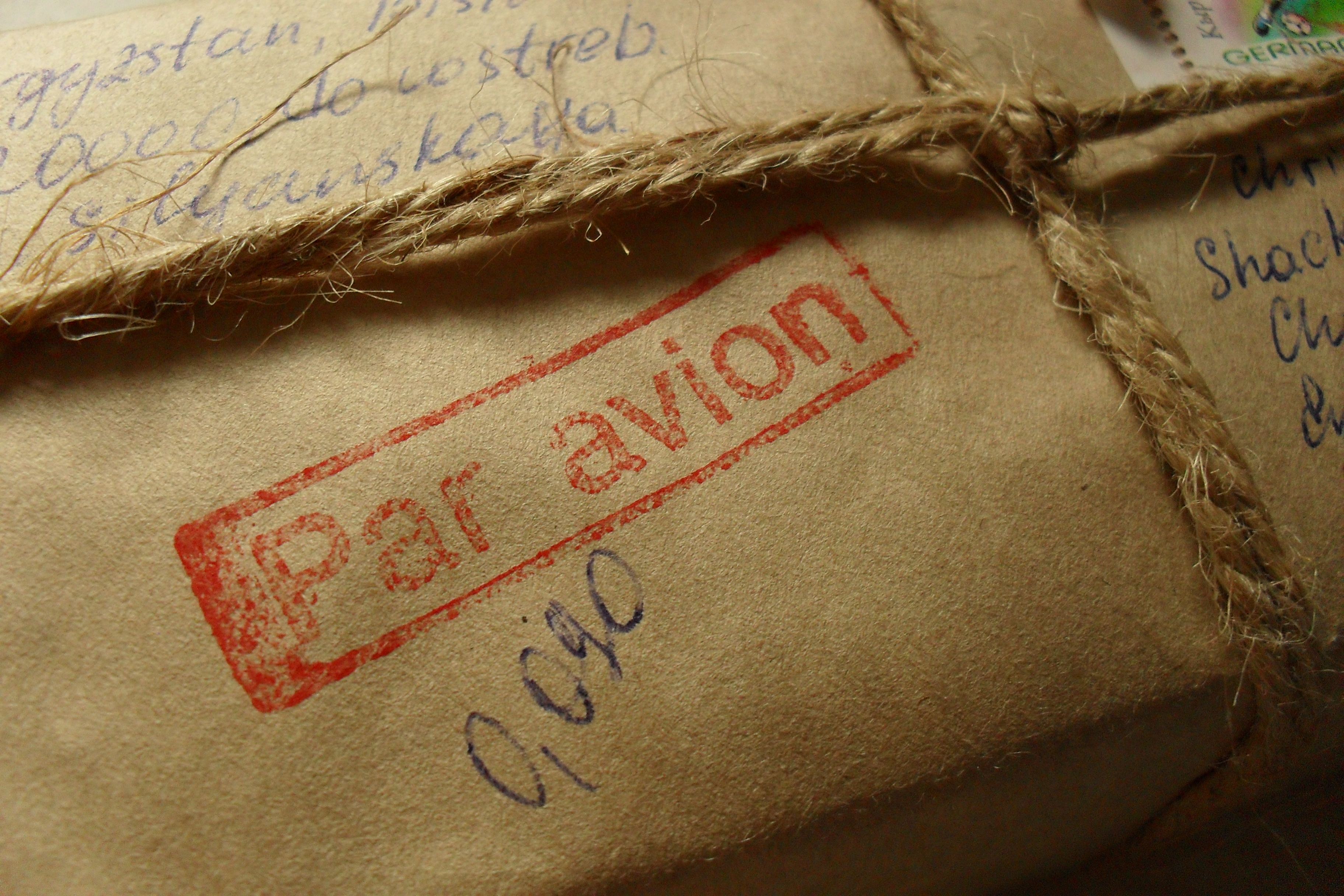
Marcaj pe un colect spre Kîrgîzstan

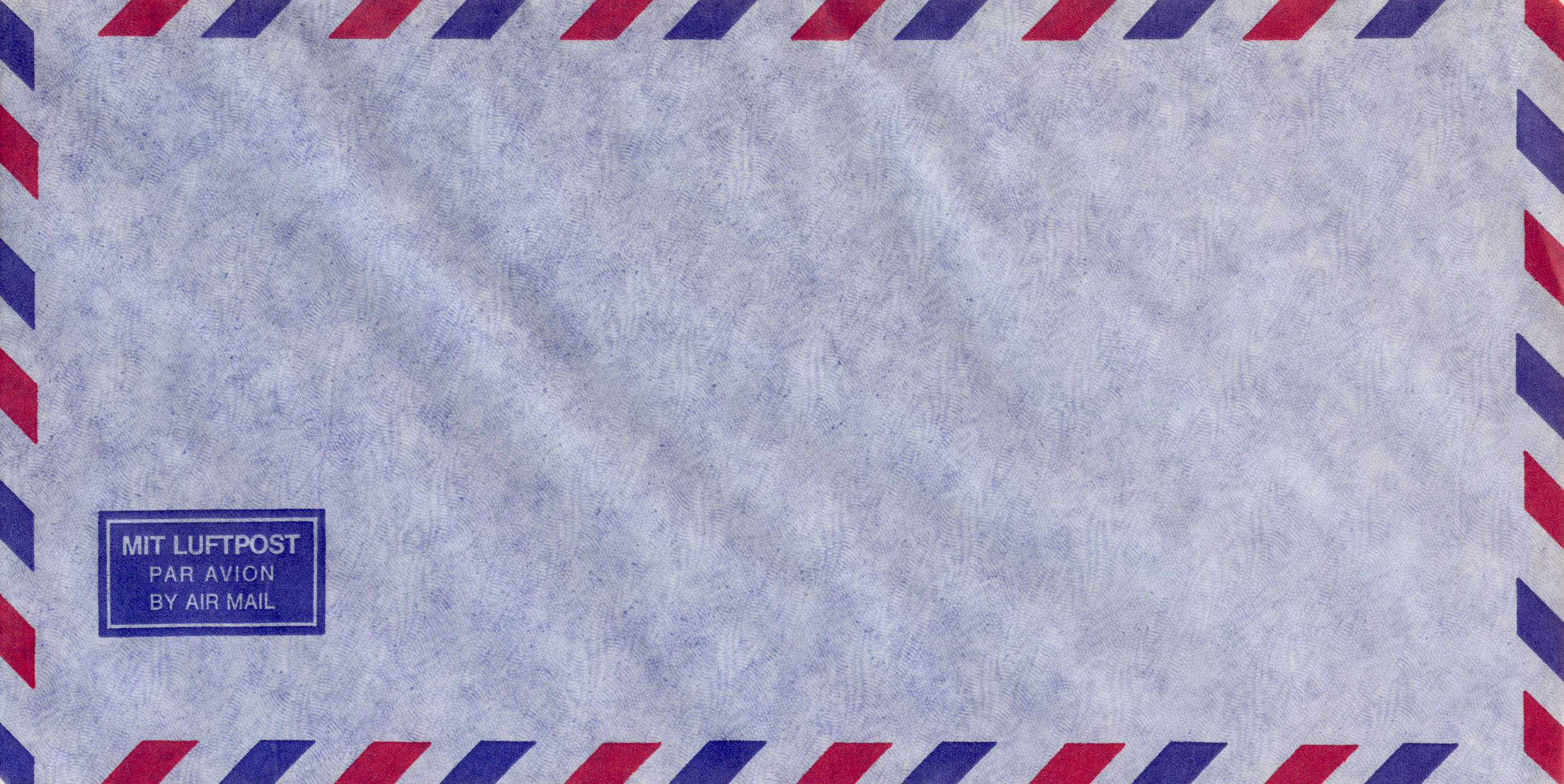
Plic cu menţiunea „par avion”, dar şi „mit luftpost” (germană) și „by air mail” (engleză)

Poștă aeriană sau par avion  (engleză: Airmail) este un serviciu de transport al corespondenței cu ajutorul transportului aerian. Această metodă este mai rapidă decât cea pe mare sau cea de uscat, dar de cele mai multe ori este mai scumpă. Poate fi una dintre singurele opțiuni în cazul în care un plic trebuie trimis peste mare sau ocean, din moment ce unui vapor îi ia foarte mult timp să traverseze aceeași direcție, câteodată chiar și săptămâni întregi. Uniunea Poștală Universală a adoptat unele reguli pentru poșta aeriană în anul 1929.

## Descriere
De regulă, viteza de livrare a pachetelor prin intermediul transportului aerian este mai rapidă decât în cazul trimiterilor poștale obișnuite, terestre dar costul serviciilor de transport aerian este mai mare decât alte tipuri de servicii poștale. Aeroportul poate fi singurul mijloc de trimitere a corespondenței, dacă destinatarul este în străinătate sau pe alt continent, iar importanța scrisorii necesită livrarea rapidă către destinatar.

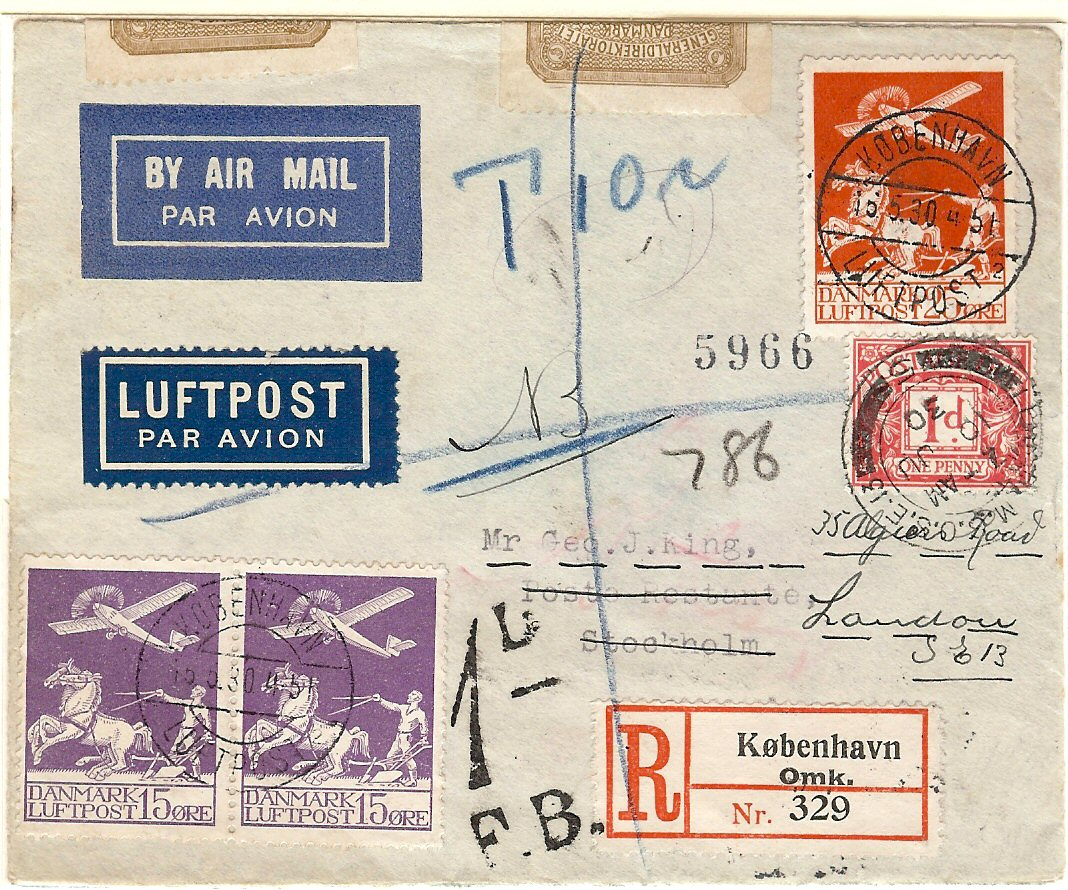
O scrisoare livrată de transport aerian de la Copenhaga la Stockholm, de unde s-a întors, deoarece destinatarul era deja la Londra. Scrisoarea a fost redirecționată și livrată în Anglia prin Amsterdam(1930)

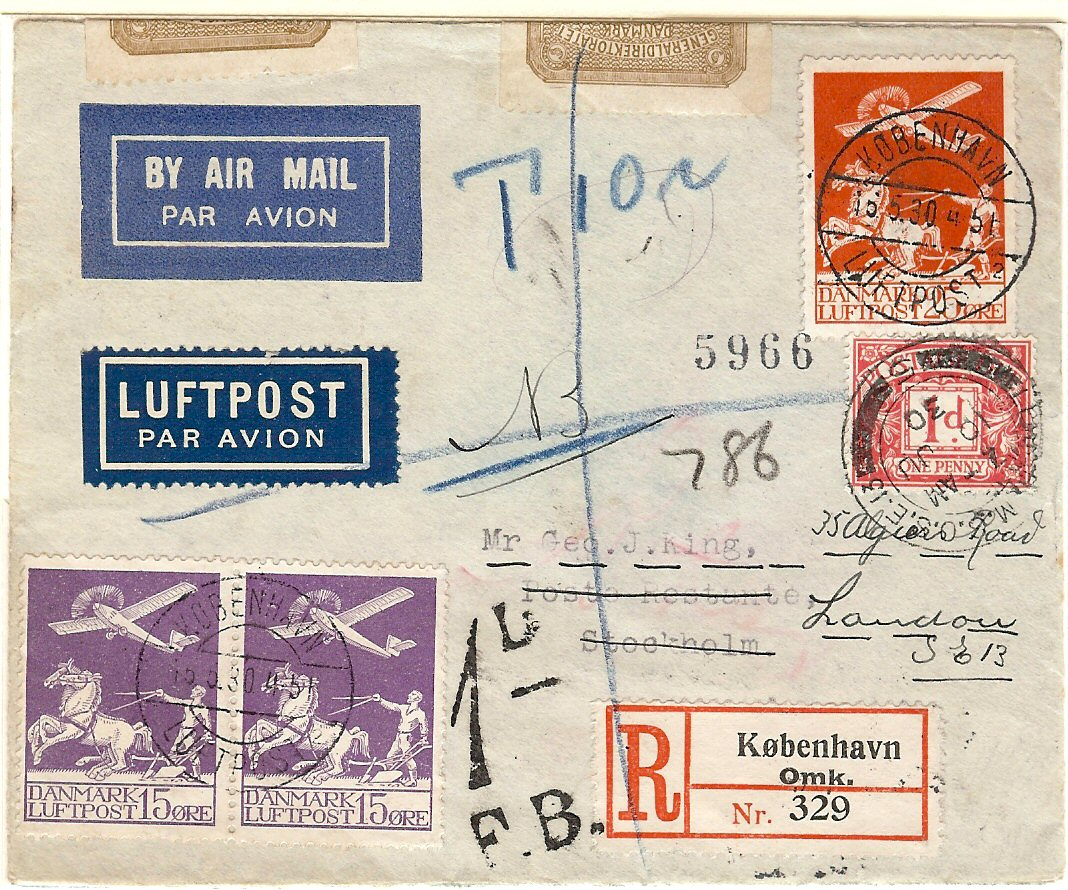
O scrisoare livrată de transport aerian de la Copenhaga la Stockholm, de unde sa întors, deoarece destinatarul era deja la Londra. Scrisoarea a fost redirecționată și livrată în Anglia prin Amsterdam(1930)

O scrisoare trimisă prin poștă aeriană poate fi numită o aerogramă și o scrisoare de transport aerian (airmail). Airgrama este o scrisoare închisă pentru aviație, a cărei parte exterioară este utilizată pentru adresă și în același timp servește ca un plic.
Marcarea pe plic a trimiterii unei scrisori pe calea aerului se realizează manual sau cu ajutorul unor etichete speciale (etichete) sau se utilizează plicuri specificate. În funcție de țară, pot fi utilizate și ștampile speciale de transport aerian.

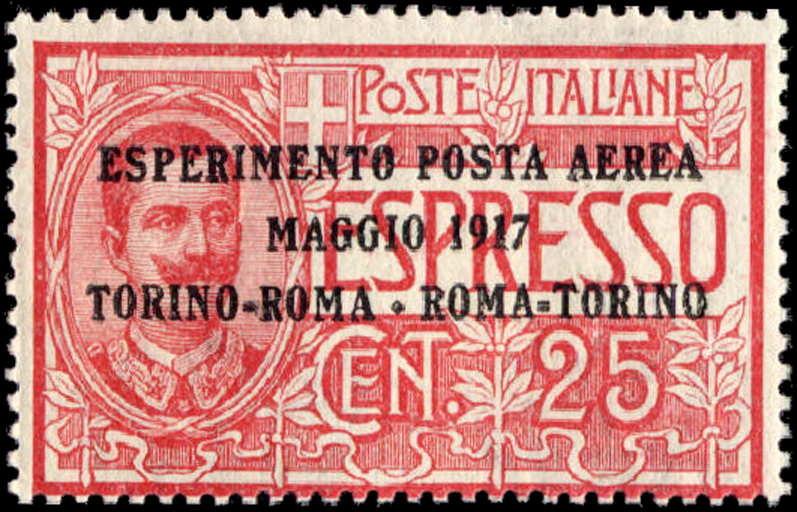
Prima ștampilă aeriană Italia, 1917
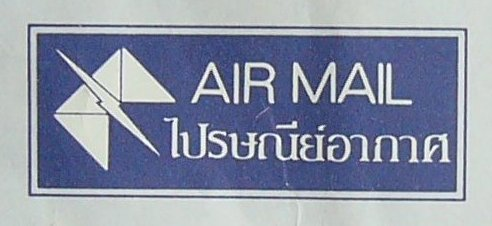
Etichetă tipărită pe plicul din Thailanda

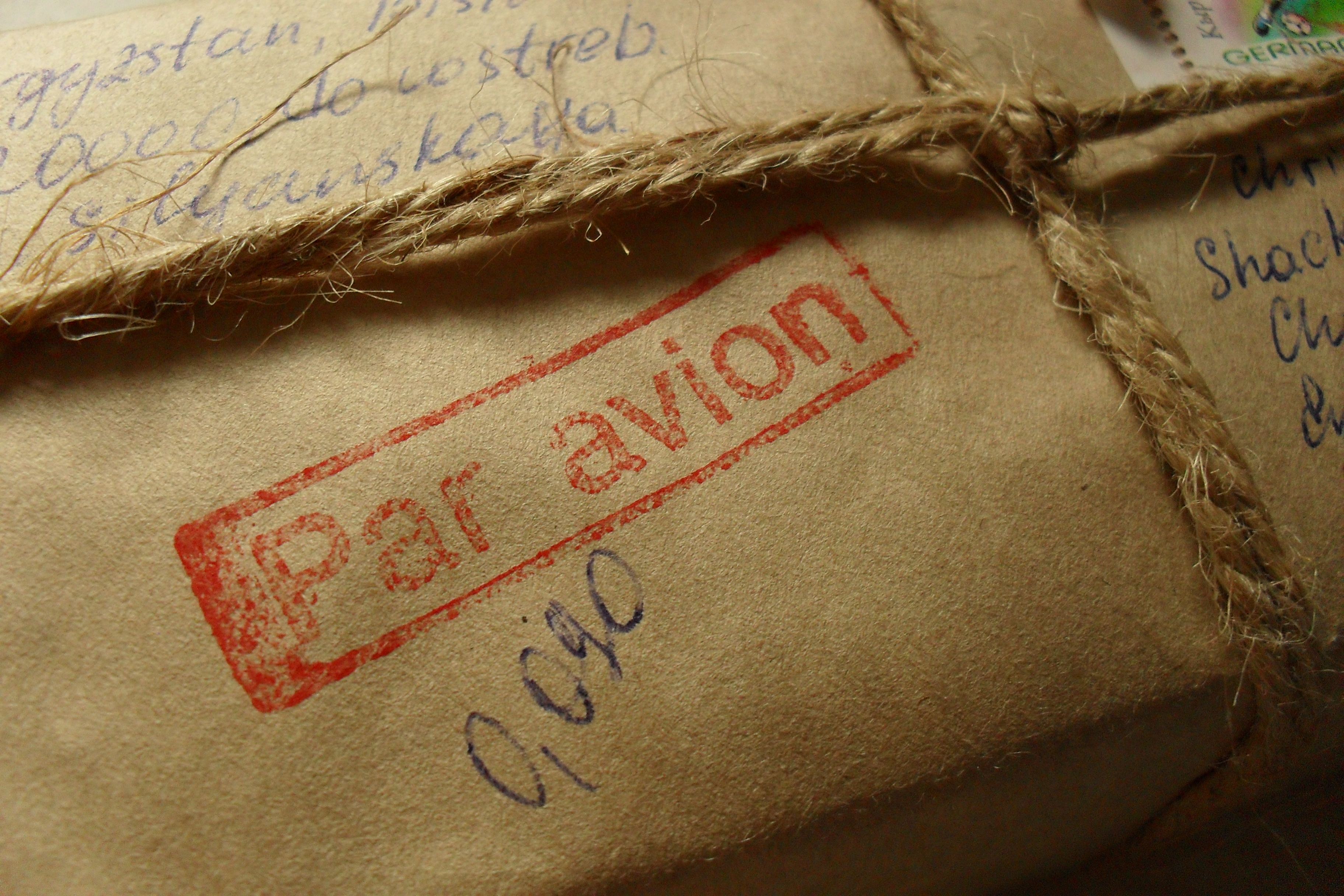
Marcaj pe un colect spre Kîrgîzstan

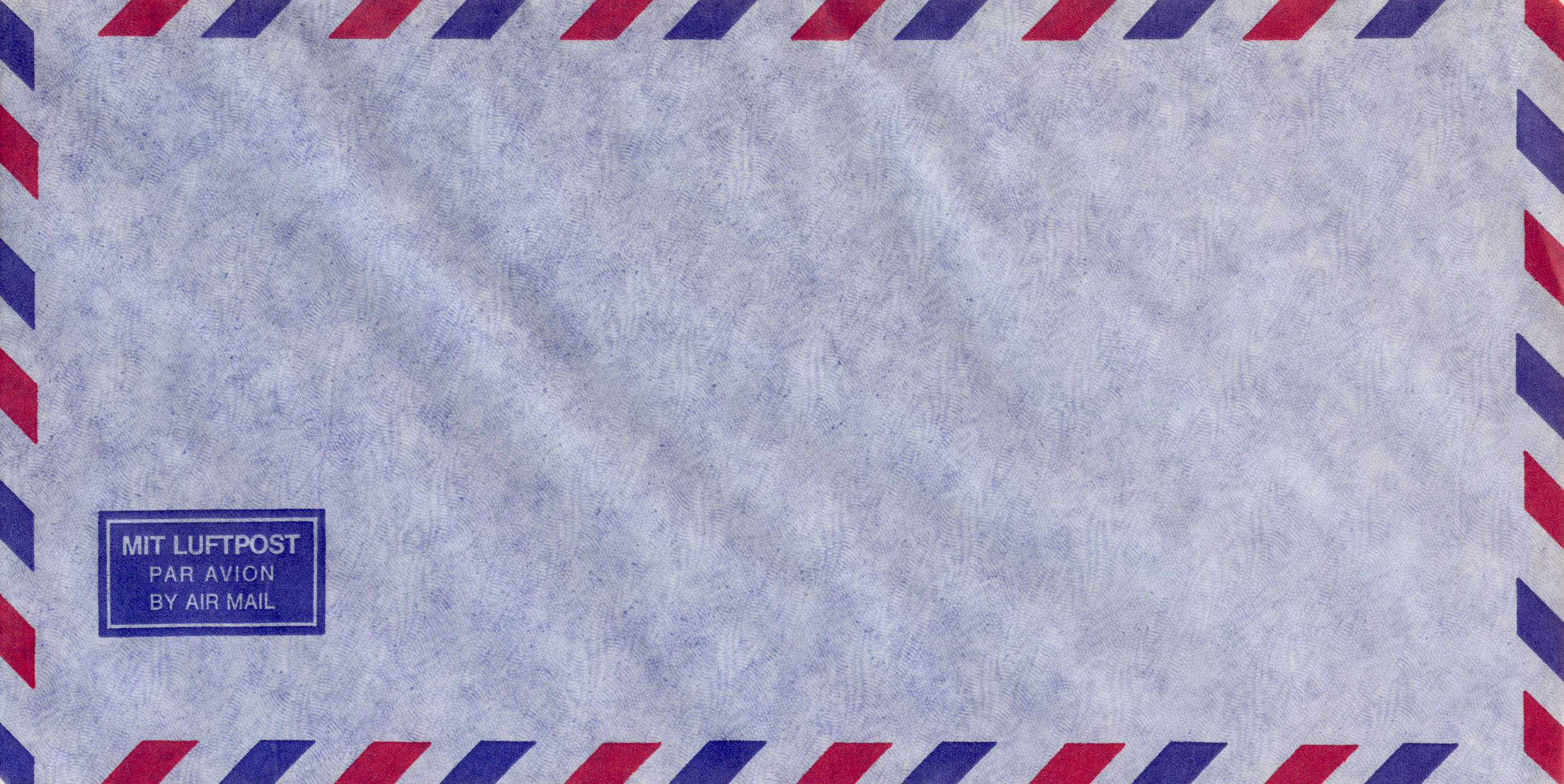
Plic cu menţiunea „par avion”, dar şi „mit luftpost” (germană) și „by air mail” (engleză)

Poștă aeriană sau par avion  (engleză: Airmail) este un serviciu de transport al corespondenței cu ajutorul transportului aerian. Această metodă este mai rapidă decât cea pe mare sau cea de uscat, dar de cele mai multe ori este mai scumpă. Poate fi una dintre singurele opțiuni în cazul în care un plic trebuie trimis peste mare sau ocean, din moment ce unui vapor îi ia foarte mult timp să traverseze aceeași direcție, câteodată chiar și săptămâni întregi. Uniunea Poștală Universală a adoptat unele reguli pentru poșta aeriană în anul 1929.
De regulă, viteza de livrare a pachetelor de transport aerian este mai rapidă decât în cazul trimiterilor poștale obișnuite, terestre, dar costul serviciilor de transport aerian este mai mare decât alte tipuri de servicii poștale. Aeroportul poate fi singurul mijloc de trimitere a corespondenței, dacă destinatarul este în străinătate sau pe alt continent, iar importanța scrisorii necesită livrarea rapidă către destinatar.
O scrisoare trimisă prin poștă aeriană poate fi numită o aerogramă și o scrisoare de transport aerian (airmail). Airgrama este o scrisoare închisă pentru aviație, a cărei parte exterioară este utilizată pentru adresă și în același timp servește ca un plic.
Marcarea pe plic a trimiterii unei scrisori pe calea aerului se realizează manual sau cu ajutorul unor etichete speciale (etichete) sau se utilizează plicuri specificate. În funcție de țară, pot fi utilizate și ștampile speciale de transport aerian.

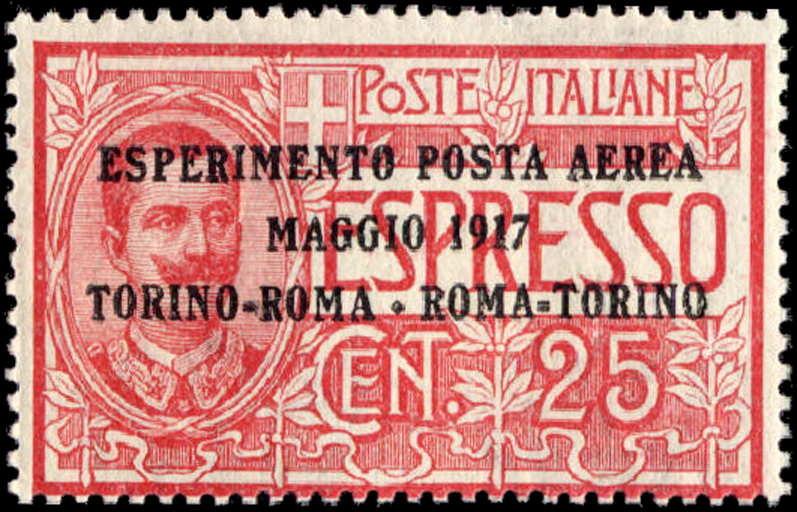
Prima ștampilă aeriană Italia, 1917
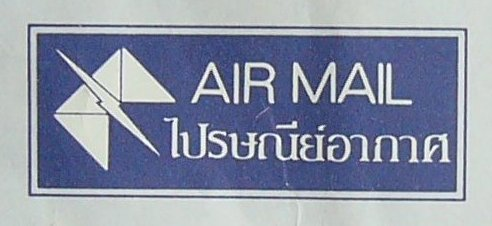
Etichetă tipărită pe plicul din Thailanda

## Istorie

### Preistorie
Livrarea scrisorilor pe calea aerului a început să se dezvolte cu mult înainte de apariția unui avion ca un serviciu regulat accesibil publicului larg.

### Primele zboruri aeriene
Apariția în 1903 a avioanelor a stârnit imediat interesul pentru implicarea lor în transportul poștal. Primul zbor oficial a avut loc în 18 februarie 1911 în India de la Allahabad la Naini, în timpul căruia Henri Peke a transferat 6 600 de scrisori și 250 de cărți poștale speciale la o distanță de 13 km. Ștampila a fost făcută de Guvernul Indiei în orașul Aligarh și este unică: clișeul a fost distrus imediat după terminarea zborului. Ștampila descrie silueta unui biplan care zboară peste munții din Asia :

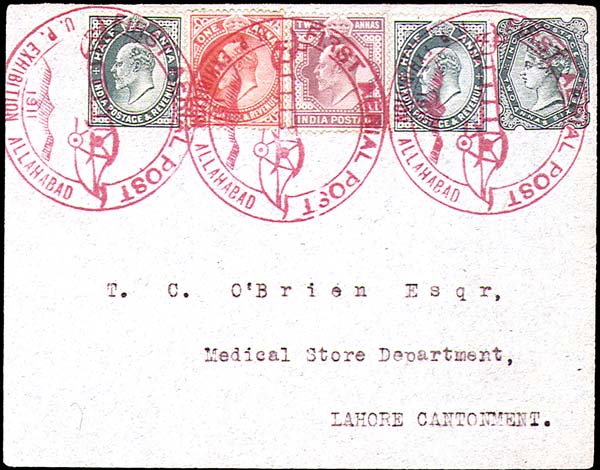
Plicul primului zbor, plătit de prima ștampilă a zborului indian din Allahabad (1911)

Designul ștampilei a fost desenat de inițiatorul zborului - Walter Wyndham, proprietarul unei companii de automobile care a înființat clubul de aviație în 1908. Suma primită din transportul aerian a fost transferată la hotelurile din Oxford și Cambridge pentru întreținerea studenților englezi .
Primul din istoria transportului aerian a început să se desfășoare în mod regulat începând cu 31 martie 1918 pe ruta Viena - Cracovia - Lviv - Kiev, cu șase săptămâni înainte de deschiderea rutei de zbor între Washington și New York, Islanda) .

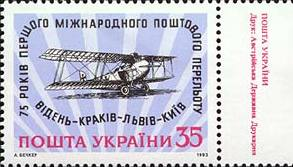
f-|Marca Ucrainei (1993): 75 de ani până la primul zbor cu avionul Viena - Cracovia - Lviv - Kiev (Mi #98)
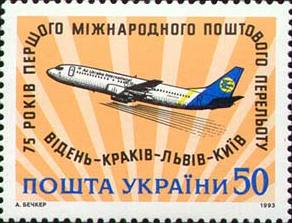
Același lucru (Mi #99)

În 1919, pilotul Eddie Hubbard a transportat 60 de scrisori de la Vancouver (Canada) la Seattle (SUA) pe o aeronavă Boeing Model C..
|  |  |

În anii 1920 și 1930, faimosul scriitor Antoine de Saint-Exupéry a fost pilotul liniilor aeriene internaționale, inclusiv al companiei aeriene franceze Aeropostal, reflectat într-o serie de lucrări (romanul "The Southern Postal" ).

## Timbre poștale aeriene
Primele mărci poștale concepute special pentru zborurile aeriene au fost emise în Italia în 1917 și au fost folosite pe zboruri experimentale: suprascrisurile au fost făcute pe timbre de poștă.
De asemenea, în martie 1918 Austria a realizat suprapuneri de zboruri pe ștampile pentru prima linie mondială de poștă Viena - Cracovia - Lviv - Kiev.
Curând a existat prima serie standard de mărci de aviație, lansată în SUA în mai 1918.

## Colectare
Deoarece în momentul începerii operării avioanelor în scopuri poștale colecția de timbre a devenit deja o pasiune comună, filateliștii au urmărit îndeaproape dezvoltarea avionului, nu au fost leneși pentru a afla despre primele zboruri către diferite locuri și au trimis scrisori cu aceste zboruri. Autoritățile au recurs adesea la diverse extincții speciale pe plicurile primului zbor. Deseori, pilotul și-a pus semnatura pe ele.